# La sfida degli invincibili campioni
La sfida degli invincibili campioni (獨臂刀王S, Du bei dao wangP) è un film del 1969 diretto da Chang Cheh. È il secondo capitolo della trilogia One-Armed Swordsman.
Film di genere wuxia prodotto a Hong Kong. In Italia venne distribuito con immenso ritardo, addirittura nel 1978.

## Trama
Fang-Kang ha appeso al chiodo la sua caratteristica spada spezzata e vive pacificamente con sua moglie. Nel frattempo, una banda di tirannici maestri di spada chiamati gli Eight Sword Kings sta sfidando i maestri di tutte le scuole rivali nel tentativo di conquistare la comunità delle arti marziali. Tutti quelli che rifiutano vengono assassinati dai gemelli esecutori degli Otto Re, i Cavalieri Bianco e Nero. Dopo aver catturato tutti i padroni rivali, gli Otto Re consegnano un ultimatum; tutti gli studenti delle scuole rivali devono tagliare le braccia con la spada e consegnare gli arti recisi agli Otto Re, altrimenti gli amati insegnanti degli studenti moriranno tutti. Gli studenti si rivolgono al leggendario spadaccino con un braccio solo, che all'inizio è riluttante, soprattutto quando uno studente rapisce sua moglie per costringerlo ad aiutare, ma si convince quando uno studente si taglia davvero il braccio in modo sacrificale per la disperazione. Lo spadaccino con un braccio solo deve quindi vedersela con gli stili e le armi unici degli Otto Re:
- Winged Blade (o Flying Dragon in un altro doppiaggio di traduzione) usa la sua velocità e la sua abilità nel saltare per attaccare dall'aria. Fang-Kang batte lui e i suoi studenti con una varietà di trappole a terra.
- Hooking Blade brandisce una falce incatenata. Fang-Kang lo sconfigge impiccandolo con la sua stessa arma a un albero, permettendo a One-Arm di sventrarlo.
- Buried Blade si nasconde nelle fosse prima di balzare fuori per tendere un'imboscata ai suoi avversari. Fang-Kang lo sconfigge abbattendo il bambù per inchiodare i suoi studenti e poi stando in cima ai tronchi, tenendolo fuori dalla portata degli attacchi di Buried Blade per pugnalarlo con una lancia di bambù.
- Whirling Blade brandisce un paio di Buckler a lama che possono anche essere lanciati come proiettili. Fang-Kang afferra le lame della sua spada e le scaglia contro il loro proprietario.
- Mighty Blade usa la sua immensa forza e la gigantesca spada a due mani per sopraffare i suoi avversari. Dopo averlo attirato fuori dal forte dei re, gli studenti gli lanciano una rete per trattenerlo mentre lo mutilano.
- Thunder Blade brandisce fumogeni e una spada la cui lama nasconde uno spruzzatore di fumo e un fucile. Dopo aver usato l'acqua per spegnere il fumo, Fang-Kang usa uno scudo di stoffa per bloccare i pallini prima di abbatterlo.
- Mille lame (o mille dita), l'unica donna re, usa la sua sessualità per indurre i suoi bersagli ad abbassare la guardia prima di ucciderli con i numerosi coltelli nascosti nelle maniche della sua veste. Dopo aver fallito nel sedurre Fang-Kang, viene pugnalata a morte da uno degli studenti che ha sedotto e ferito.
- Unseen Blade (the Unseen) il leader degli Otto Re usa l'inganno e la distrazione per confondere i suoi avversari insieme a una spada pieghevole la cui lama può estendersi durante la battaglia e ha anche un gancio nascosto. Fang-Kang usa la sua abilità nel combattimento ravvicinato e nel combattimento con la spada con la mano sinistra per entrare nel raggio di Unseen e tagliargli il braccio con la spada.
Alla fine lo spadaccino con un braccio solo sconfigge gli otto re e i loro eserciti, ma a quel punto tutti gli studenti di combattimento con la spada che lo stavano aiutando sono morti. Lascia che l'ultimo re, Unseen, venga ucciso dai loro padroni vendicativi mentre lui e sua moglie tornano a casa.

## Prequel e sequel
Si tratta del sequel del film Mantieni l'odio per la tua vendetta (1967). Il terzo film della trilogia è invece La mano sinistra della violenza (1971).